# Janczewy
Janczewy – wieś w Polsce położona w województwie wielkopolskim, w powiecie kolskim, w gminie Kłodawa.
W latach 1975–1998 miejscowość administracyjnie należała do województwa konińskiego.
Wieś jest złożona z kilku części, m.in: Korytka, Gutów, Leszcze Częściowe, Leszcze Holendry.